# Rune T. Kidde
Rune Torstein Kidde, född 27 september 1957 i Bellinge på Fyn, död 21 oktober 2013, var en dansk författare, serieskapare, historieberättare och musiker. Han tillhörde 1970-talets danska undergroundrörelse och en särpräglad medlem av den nya generationen danska serieskapare. Kidde producerade  humoristiska tecknade serier, dikter, romaner, barnböcker och biografier. Dessutom gjorde han barnradioprogram, var sångare och skrev dramatik. Totalt låg han bakom över 100 böcker i olika genrer. Hans diabetes gjorde honom 1990 blind, men trots detta fortsatte han att arbeta som serieförfattare åt andra tecknare.

## Biografi
Kidde var son till illustratören och grafikern Thormod Kidde och keramikern Ragnhild Kidde (6 mars 1929–16 september 1997). Han tog 1977 studenten vid Vestfyens Gymnasium.

### Serieskapare och humorist
Rune T. Kidde var en framstående medlem av 1970-talets danska undergroundrörelse. Han var utgivare av Fields'isten och fanzine som Blomstrende Spaghetti, Knulp och Kong Knud. År 1977 var han med och grundade det kollektiva tidningsförlaget "Baldur og Brage" som producerade den första danska undergroundserietidningen På Stribe. 1979 var han, tillsammans med Peter Madsen, medgrundare av serieateljén Gimle, och 1984 bildade han Tegneserieværkstedet.
Kidde var en autodidakt tecknare, författare och berättare. Han debuterade 1980 som serieskapare med albumen Rune T. Kidde och Man siger så meget, tecknade i Kiddes egensinnigt krafsiga manér karakteriserat av små gubbar med stora näsor. Efter mycket blandad kritik dröjde det ett par år innan han åter vågade publicera något, och albumet fick den ironiska titeln Gal og normal ('galen och normal'). Sakta började kritikerna vänja sig, och 1986 fick Kidde motta den första utgåvan av Ping-priset, den danska seriebranschens eget seriepris som fått sitt namn efter Robert Storm-Petersens seriepingvin. Under resten av 80-talet kom fler serier, liksom den illustrerade handboken år 1980.

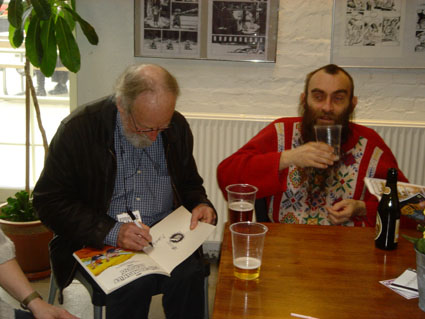
Gilbert Shelton (vänster) och Rune T. Kidde – båda två undergroundpionjärer – på 2006 års Komiks.dk-festival i Köpenhamn.

1975 grundade Kidde sällskapet "Folkebevægelsen for W. C. Fields" – en av hans stora idoler. Han blev samma år hedersledamot av rörelsen. År 1990 förlorade han synen som en följd av diabetes, vilket var svårt att kombinera med produktion av tecknade serier. Kidde var berättigad till en invalidpension, men han tackade nej och valde istället att satsa sin energi i själva skrivandet. Så Kidde fortsatte att producera serier och bilderböcker, där andra konstnärer – särskilt Jørgen Mogensen – tecknade efter hans direktiv. Poeten och Lillemor-tecknaren Mogensen fick på sin lott att slutföra albumet Menigmands guide til det indre marked ('handbok i den inre marknaden för vanligt folk'), en bitsk satir där de dåvarande nationerna inom EU fick sina fiskar varma.
Från 1980/1981 var Kidde redaktör för Interpresse-tidningar som Fantomet, Basserne, Komix och Underground. Han arbetade då med ledande serieskapare som Mort Walker, Will Eisner och Gilbert Shelton. Under 80-talet var han illustratör och skribent i bland annat Ekstra Bladet, Politiken, Svikmøllen, Euroman och ett flertal fanzin.

### Radio
Åren 1990–2000 arbetade Kidde som frilansare för Danmarks Radios olika kanaler. Han var producerade bland annat resereportage från Kina, Japan, Karibien och Färöarna, och för barnradion gjordes radiodramatiseringar av Sagan om ringen och Snabelsko og gåsetænder.

### Poesi och romaner
Kidde var också aktiv som författare. Han var inspirerad av sin landsman, uppfinnaren, poeten och multikonstnären Piet Hein, som Kidde träffade första gången 1970. 1983 debuterade Kidde som skönlitterär författare med diktsamlingen Gjort bedre før. Tio år senare kom han med sin första roman, Rejsen til Alvilva, som baserades på H.C. Andersens saga om Lill-Klas och Stor-Klas. 1997 kom Midt i havet, midt i himlen, en delvis självbiografisk roman som handlar om att bli blind. 2010 nominerades hans experimentella kriminalroman/psykologiska thriller Julius afsind till Dansk Radios romanpris, och året därpå kom Sandhedens djævlekløer, en litterär fabel om den ryske mystikern Rasputins liv.

### Biografier och släktforskning
Utöver sitt skönlitterära författarskap skrev Rune T. Kidde ett par biografier. 1986 kom Leveomkostningerne er steget med en femmer per halvflaske – en bog om W. C. Fields, och 2002 publicerades Thormod Kidde, Kvindfolk där hans egen far Thormod Kidde var ämnet. Dessutom kom 2007 självbiografin Kruseduller, kragetæer og kreative krumspring.
Kiddes intresse för personhistoria gav sig uttryck även i en omfattande släktforskning; han stod bakom släktsajten Haraldkidde.dk, tillägnad författaren Harald Kidde där man också kan finna information om dennes bror, politikern Aage Kidde.

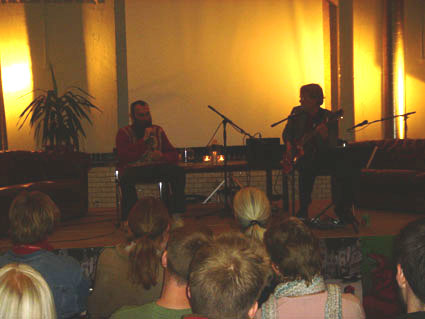
Rune T. Kidde var också musiker. På bilden framträder han med sitt Rune T. Kidde Band på 2006 års Komiks.dk-festival i Köpenhamn.

### Historieberättare och musik
Rune T. Kidde var också historieberättare och uppträdde med sin lyrik och sina ækle æventyr tillsammans med olika musikaliska konstellationer. År 2000 skrev han librettot till Heksemutter Mortensen og den fede kalkun till Det Kongelige Teater, där kompositören Fuzzy stod för musiken. Operan regisserades av Kasper Holten. Kidde skrev också sångtexter till bland andra Povl Dissing, Per Vers, MC Einar, Nanna Lyders och folksångaren Bente Kure. Själv syntes och hördes han via framträdanden med sitt Rune T. Kidde Band.

### Film och teater
Kidde debuterade 1983 som dramatiker med stycket En måge over Ejer Bavnehøj, uppsatt på Det Danske Teater. Själv gjorde han 2005 skådespelardebut i Jon Bang Carlsens film Blinded Angels, med handlingen förlagd till sydafrikanska Kapstaden. 1999 deltog han i produktionen av Dancer in the Dark, där han instruerade Björk i hur man spelar blind.

### Den sista tiden
Rune T. Kidde avled 2013 efter en längre tids sjukdom.
Holbæk Teater hade strax före hans död premiär på Den Lilla Møghætte og Pulven – fritt efter Rödluvan – som Kidde skrev tillsammans med Fuzzy (se ovan) till teaterns 30-årsjubileum. Kidde deltog själv i hyllningarna vid pjäspremiären den 17 oktober, och P4 Sjælland gjorde dagen efter sin sista radiointervju med honom. Kidde hade för ett år sedan flyttat från Köpenhamn ut till landet på västra Själland och där kommit i kontakt med folk från Holbæk Teaters ledning. Detta gav idén till att göra teater av Kiddes finurliga och mycket annorlunda sagovärld – "Craziness for hele den eventyrtossede familie" ('galenskaper för hela den sagotokiga familjen'), som teaterhef Brian Kristensen uttryckte det hela.

## Stil och eftermäle
Kidde verkade i många olika genrer, med allt från nytolkningar av folksagor till EU-satir. Hans både drastiska och ömsinta humor kan jämföras med fransmannen Jean-Marc Reiser.[källa behövs]
Som humorist och tecknare hade Kidde en enkel stil med starka anarkistiska drag. Hans humorserier var spretiga och krafsiga i stilen, och den vassa humorn ingick i en dansk tradition som fött fram liknande kreatörer som Storm P. och Claus Deleuran. Kidde var en snabb och effektiv tecknare, och han kunde producera 50-sidiga album på mindre än en månad.
Rune T. Kidde var kanske främst historieberättare. Historierna stod ut, oavsett vilket medium han utnyttjade – uppläsningar med eller utan musik, opera, film, radio, teater, romaner eller tecknade serier. Någon konformist var Kidde inte, och han ansåg att alla människor borde "gå mere kreativt amok":
| ”                     | Før var eventyrene mundtlige overleveringer, som ændrede sig fra gang til gang. Den udvikling gik i stå, da brødrene Grimm skrev dem ned. Nu går det hele op i kommaer og punktummer, og det dræber fortællingerne. | „ |
| – Rune T. Kidde, 2013 | |   |

Kidde var mycket noggrann med språket, och det var detta som – åtminstone enligt Kiddes förläggare Modtryk – fick folk att brista ut i skratt. Hans moderniserade omtolkningar av klassiska sagor, där han förde in nya problemställningar, hade (enligt förläggaren) däremot inte så mycket med satir eller ironi att göra. Kidde skulle ha menat att satir och ironi ofta användes som ett vapen, men att hans egen humor var full av kärlek.
2009 nominerades Kiddes bok Julius' afsind till DR:s romanpris. Då gjordes flera intervjuer med honom, och i en av dem avslöjade han vilka ord han tyckte skulle få stå på hans gravsten. Orden, som 2012 även hördes vid Kiddes predikan i Sankt Jakobs Kirke, härrör från en av hans egna dikter:
| ”               | Lev ikke livet på halv tid, når kærlighed fødtes så sød. Nu er for evig og altid, i morgen, min ven, er du død. | „ |
| – Rune T. Kidde | |   |

## Kidde på svenska
Rune T. Kidde har varit mycket sparsamt publicerad på svenska. Första gången han syntes i svenskt tryck (oöversatt) var i nummer 9/4 av seriefanzinet Smock (1985). Rune T. Kiddes litterærlige klassiker, serieparodier på kända litterära verk ursprungligen tecknade för Ekstra Bladet, trycktes 1988–1989 i flera nummer av SAS-tidningen Upp & Ner. Av serien översattes sedan ett urval serier till Bild & Bubbla 3-4/1995 (sidorna 5–14). Några sidor trycktes också på svenska i serietidningen Pyton, under titeln Kiddes 1/2 minuts 'du-slipper-läsa-boken'-klassiker.

## Utmärkelser
- 1975 – Hedersmedlem af "Folkebevægelsen for W. C. Fields"
- 1986 – Ping-priset för insatser för seriemediet[18]
- 1990 – Harald og Astrid Ehrencron-Kiddes Legat, för allmänt litterärt arbete
- 1996 – Ingeniør Carl Ludvig Pers og hustru Florentine Alexandra Pers Legat, för litterärt multimediearbete som blind
- 1998 – Prix Nordica som manusförfattare och producent av radioserien 'Snabelsko og gåsetænder, P3 Børneradio
- 1999 – Dan Turèll Medaljen för litterärt multimediearbete[19]
- 2000 – Kodas arbetsutmärkelse, för librettot till operan Neja, med Eva Kondrup som kompositör.
- 2000 – Teaterrådets arbetsutmärkelse, för operan Neja
- 2005 – "Kong Karneval", hedersuppdraget att leda Nordeuropas största karneval i Aalborg[20]
- 2010 – Nominerad till DR-priset, för en av årets 6 bästa böcker – Julius afsind[21])